# Qi Faren
Qi Faren (chinesisch 戚發軔 / 戚发轫, Pinyin Qī Fārèn, * 26. April 1933 in Fuxian, Mandschukuo) ist ein chinesischer Raumfahrtingenieur. Er war von März 1983 bis Juni 1995 Direktor der Chinesischen Akademie für Weltraumtechnologie und unter anderem Chefkonstrukteur des Shenzhou-Raumschiffs.

## Jugend und Studium
Qi Faren wurde am 26. April 1933 im damaligen Kreis Fuxian (复县) des japanischen Marionettenstaats „Mandschukuo“ geboren, die heutige Stadt Wafangdian auf dem Gebiet der provinzunmittelbaren Stadt Dalian, Provinz Liaoning. Er gehörte zum ersten Studentenjahrgang der am 25. Oktober 1952 eröffneten Luftfahrtakademie Peking, wo er an der damaligen Fakultät für Flugzeugbau (飞机系, die heutige Fakultät für Luftfahrtwissenschaft und -technik) ein Ingenieurstudium absolvierte. Nach dem Studienabschluss wurde er im September 1957 dem von Qian Xuesen geleiteten 5. Forschungsinstitut des Verteidigungsministeriums zugeteilt, wo man sich mit der Entwicklung von Trägerraketen für Kernwaffen befasste. In China gab es damals noch keine Raketenforschung, und so hielt Qian Xuesen, der als Professor am California Institute of Technology bereits auf diesem Gebiet gearbeitet hatte, Vorträge für die jungen Luftfahrtingenieure.
Auf der Basis des von Vizepremier Nie Rongzhen ausgehandelten und am 15. Oktober 1957 unterzeichneten „Übereinkommens zwischen der Chinesischen Regierung und der Regierung der Sowjetunion über die Herstellung neuartiger Waffen und militärischer Ausrüstung sowie den Aufbau einer umfassenden Atomindustrie in China“ hatte die Sowjetunion 1958 jungen chinesischen Ingenieuren ursprünglich gestattet, an der Militärakademie für Ingenieure der Luftstreitkräfte „Prof. N. J. Schukowski“ in Moskau zu studieren. Nach der Verschlechterung der chinesisch-sowjetischen Beziehungen im Zuge der Zweiten Quemoy-Krise wenige Monate später, bei der Mao Zedong versucht hatte, durch den 44-tägigen Beschuss einer taiwanesischen Insel eine bewaffnete Auseinandersetzung mit den USA zu provozieren, wurde dies jedoch schwierig. So ließ die Sowjetunion zum Beispiel keine aktiven Soldaten mehr ins Land. Qi Faren und seine Kollegen fielen als Mitarbeiter des Verteidigungsministeriums in diese Kategorie. Daher legten sie die Uniformen ab und versuchten, über das damalige Ministerium für Höhere Bildung (高等教育部) am Moskauer Staatlichen Luftfahrtinstitut aufgenommen zu werden. Anderen gelang dies, nur Qi Faren wurde ein Visum verweigert.

## Raketenbau

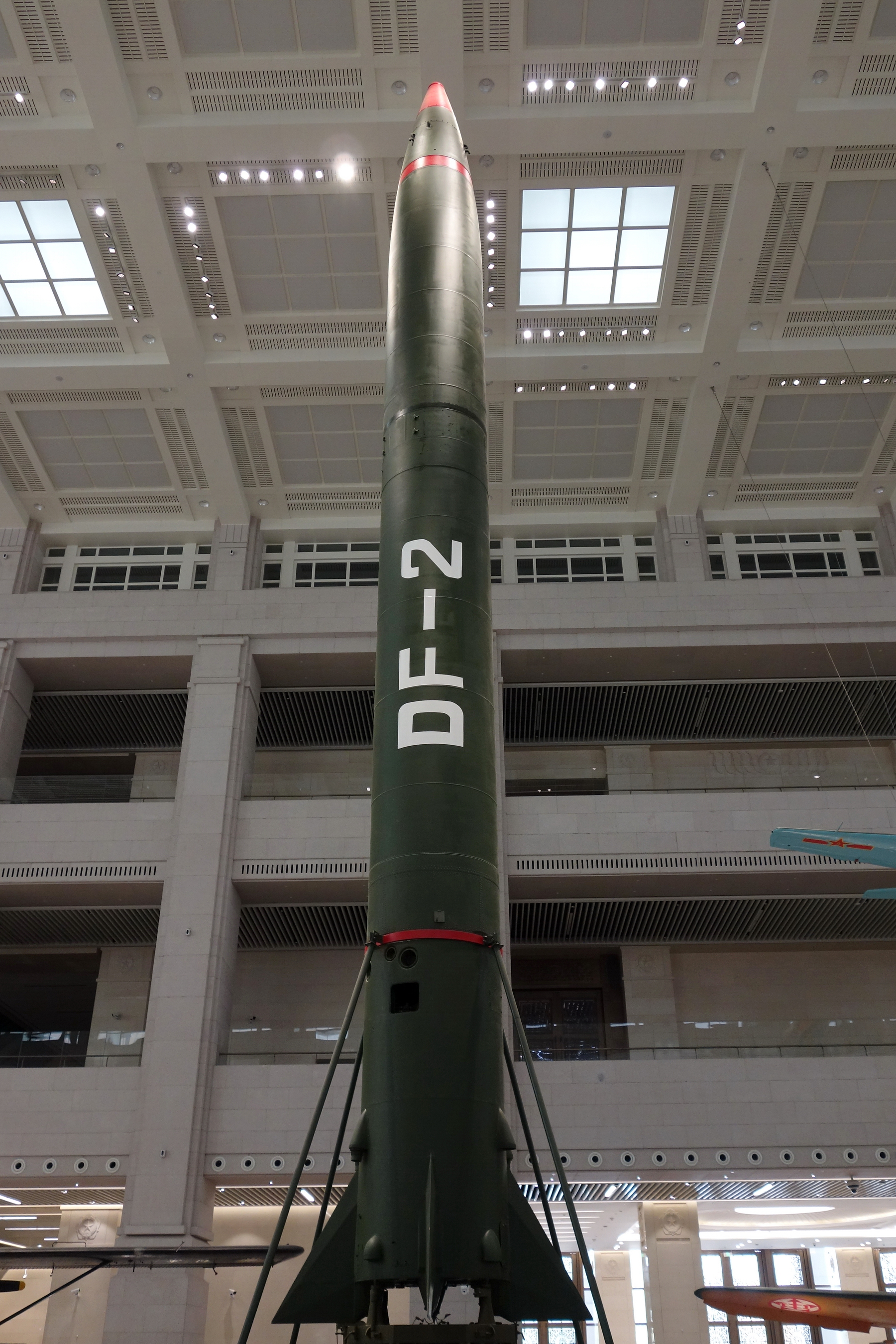
Dongfeng 2

Qi Faren blieb in China, hörte bei Qian Xuesen Vorlesungen und fiel bald durch überdurchschnittliche Leistungen auf. Beim 1. Zweiginstitut des 5. Forschungsinstituts (die heutige Akademie für Trägerraketentechnologie) war er maßgeblich an der Weiterentwicklung des Alkohol/LOX-Triebwerks der Dongfeng 1 beteiligt, Chinas erster Rakete, die am 5. November 1960 bei ihrem Erstflug vom Kosmodrom Jiuquan eine Höhe von 100 km erreichte.
Qi Faren stieg beim 1. Zweiginstitut zum Gruppenleiter, dann zum stellvertretenden Laborleiter auf. Als die auf der Basis der sowjetischen R-12 entwickelte Mittelstreckenrakete Dongfeng 2 bei ihrem Erstflug am 21. März 1962 nach 69 Sekunden außer Kontrolle geriet und in der Wüste einschlug, war er einer der Ingenieure, die die Rakete von Grund auf neu konstruierten. Am 29. Juni 1964 gelang der Erstflug der nun „Dongfeng 2A“ genannten Rakete, die mit ihrer Reichweite von 1050 km einen Atomsprengkopf nach Japan tragen konnte.

## Chinesische Akademie für Weltraumtechnologie
Am 4. Januar 1965 wurde das 5. Forschungsinstitut auf Vorschlag von Premierminister Zhou Enlai aus dem Verteidigungsministerium herausgelöst und als „Siebtes Ministerium für Maschinenbauindustrie“ in ein eigenständiges Ministerium umgewandelt, mit Generalleutnant Wang Bingzhang (王秉璋, 1914–2005) als Minister und Qian Xuesen als Staatssekretär. Nachdem, ebenfalls im Januar 1965, das „Projekt 651“ zum Bau eines chinesischen Satelliten gestartet worden war, schlug Nie Rongzhen dem Staatsrat der Volksrepublik China Anfang 1967 vor, eine Akademie für Weltraumtechnologie zu schaffen. Während auf Regierungsebene noch der Entscheidungsfindungsprozess vor sich ging – man befand sich gerade in der Kulturrevolution – richtete Feldmarschall Nie im August jenes Jahres bereits ein „Planungsbüro Akademie für Weltraumtechnologie“ (空间技术研究院筹备处) ein. Unter der Führung von Qian Xuesen und Generalmajor Chang Yong (常勇, 1915–2012) und unter Mitarbeit von Sun Jiadong (孙家栋), geboren 1929 in Qi Farens Heimatort Fuxian und einer der führenden Raketenentwickler am 1. Zweiginstitut, erarbeitete das Planungsbüro ein Konzept für die zu gründende Akademie, das im November 1967 von der Kommission für Wehrtechnik der Volksbefreiungsarmee, deren Vorsitzender Nie Rongzhen war, gebilligt wurde. Die Chinesische Akademie für Weltraumtechnologie wurde zwar erst am 20. Februar 1968 formal gegründet, auf Anordnung von Sun Jiadong wurde Qi Faren jedoch bereits im Dezember 1967, noch in der Aufbauphase, zusammen mit 17 weiteren Ingenieuren des 1. Zweiginstituts an die neue Einrichtung versetzt, wo er mit der Leitung des Labors betraut wurde, das in der Hauptentwicklungsabteilung, auch bekannt als „Forschungsinstitut 501“, für die Konstruktion des Satellitengehäuses zuständig war (卫星结构室). Leiter des Forschungsinstituts 501 wurde Sun Jiadong, Direktor der Akademie wurde Qian Xuesen, Politkommissar der Akademie wurde Generalmajor Chang Yong.
Wenige Tage vor der Gründung der Akademie war Zhao Jiuzhang, einer der Väter des Satellitenprojekts, von Revolutionären Rebellen in das Umerziehungslager Zhongguancun am nördlichen Stadtrand von Peking verschleppt worden, wo er sich acht Monate später das Leben nahm. Sun Jiadong wurde als Leiter der Hauptentwicklungsabteilung abgesetzt, und so musste Qi Faren zusammen mit Min Guirong (闵桂荣, * 1933), dem Leiter des Labors für Temperaturregelung (温控室), die Verantwortung für die Satellitenentwicklung übernehmen.
Es war ihm völlig klar, dass er, falls der Propagandasatellit Dong Fang Hong I seine Aufgabe nicht erfüllte, ebenfalls kein gutes Ende nehmen würde.

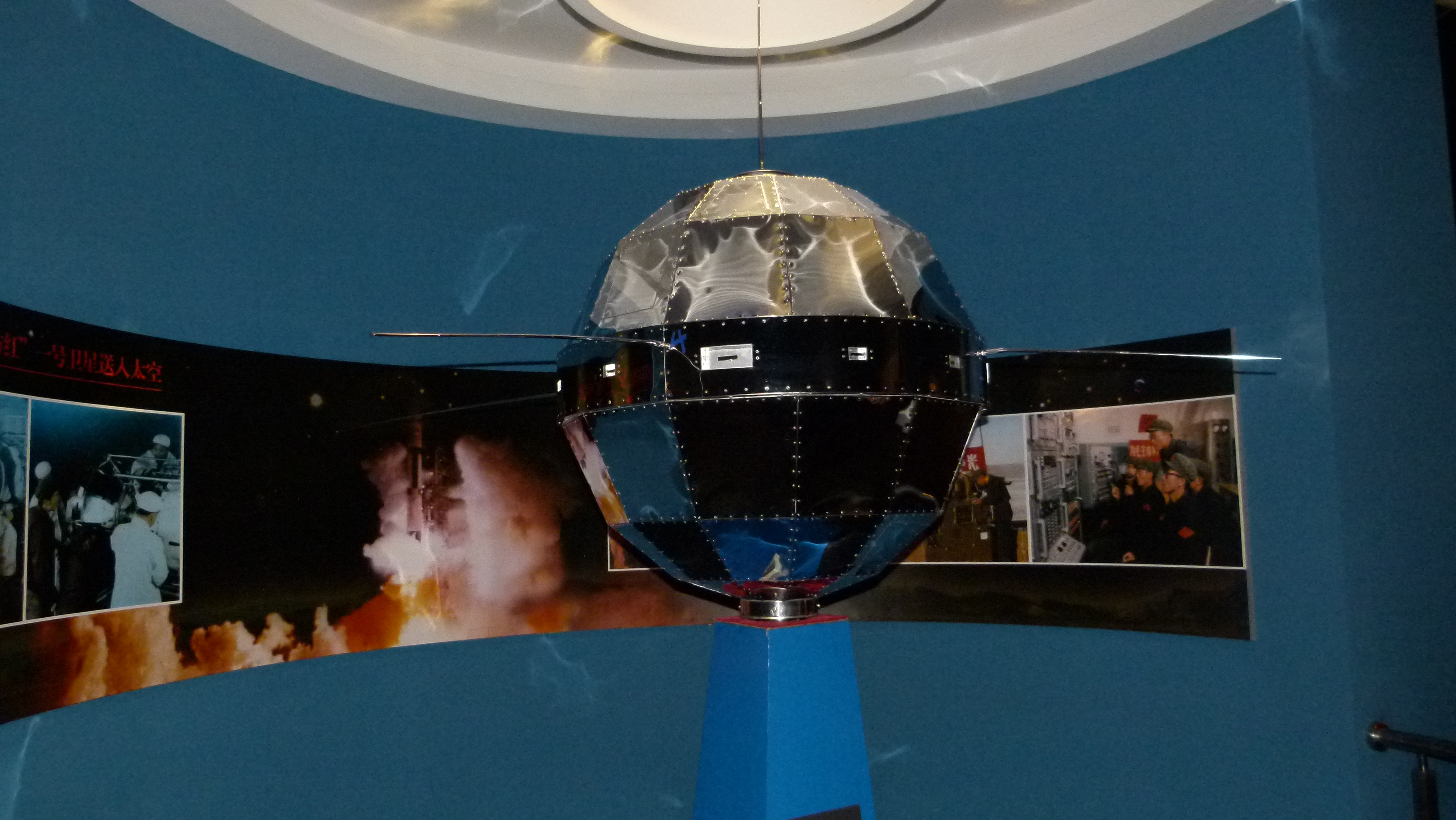
Dong Fang Hong I

Dazu kam noch, dass die Arbeitsbedingungen nicht optimal waren. Der spinstabilisierte Satellit rotierte mit einer Geschwindigkeit von 180 Umdrehungen pro Minute, und es gab bei der Akademie für Weltraumtechnologie keinen Ort, wo man den Ausfahrmechanismus der vier jeweils 2 m langen Kurzwellen-Antennen – Dong Fang Hong I sendete auf 20,009 MHz – am „Äquator“ des kugelförmigen Satellitenkörpers testen konnte. Schließlich überzeugte Qi Faren das Institut für Mechanik der Chinesischen Akademie der Wissenschaften, eine der Gründerinstitutionen der Akademie für Weltraumtechnologie, den Ingenieuren ein großes Lagerhaus zur Verfügung zu stellen, wo sie hinter aus den Deckeln von hölzernen Versandkisten gebastelten Schutzschilden die Tests beobachteten. Am 24. April 1970 brachte eine Trägerrakete vom Typ Langer Marsch 1 den Satelliten vom Kosmodrom Jiuquan ins All.
Qi Faren und die anderen Wissenschaftler wurden mit einem Flugzeug zurück nach Peking gebracht (die Bahnfahrt dauerte damals fünf Tage), und am 1. Mai stand Qi Faren zusammen mit Mao Zedong und Zhou Enlai auf dem Tor des Himmlischen Friedens um die Parade zum Tag der Arbeit abzunehmen.
Nach dem erfolgreichen Satellitenstart machte sich in China eine große Raumfahrteuphorie breit. In Verkennung der technischen und wirtschaftlichen Realitäten genehmigte Mao Zedong am 14. Juli 1970 einen Plan der Kommission für Wehrtechnik zur Entwicklung eines bemannten Raumschiffs, nach dem Datum „Projekt 714“ genannt, auch bekannt als „Shuguang“, also „Morgenröte“. Hier war Qi Faren verantwortlich für die Entwicklung der Druckkabine.
Das Shuguang-Projekt wurde bereits Anfang 1972 wieder gestoppt und im März 1975 endgültig eingestellt. Dies hatte jedoch keine Auswirkung auf Qi Farens berufliche Laufbahn. Er
blieb bis Dezember 1977 Laborleiter in der Hauptentwicklungsabteilung. Von Januar bis Dezember 1978 fungierte er ein Jahr lang als stellvertretender Direktor der Pekinger Satellitenfabrik (北京卫星制造厂), auch bekannt als „Fabrik 529“ (529厂), wo die Akademie für Weltraumtechnologie Dong Fang Hong I gebaut hatte und nun die „Bahnbrecher“ genannten Rückkehrsatelliten herstellte.
Am 31. März 1975 hatte Mao Zedong das Projekt eines geostationären Kommunikationssatelliten genehmigt, später Dong Fang Hong 2 genannt. Die Entwicklung des ebenfalls spinstabilisierten Satelliten, der jedoch über eine entdrallte Paraboloid-Hornantenne verfügte, gestaltete sich ausgesprochen schwierig. Anfang Januar 1979 wechselte Qi Faren zurück zur Hauptentwicklungsabteilung, um als stellvertretender Abteilungsleiter die Entwicklung des Satelliten zu leiten. Angesichts der damals bestehenden Qualitätsprobleme in China gründete er ein Zentrum für die Zuverlässigkeitsprüfung der elektronischen Bauteile.
Mit Wirkung vom 1. März 1983 wurde er zum Direktor der Chinesischen Akademie für Weltraumtechnologie befördert, leitete aber immer noch persönlich die Entwicklung von Dong Fang Hong 2, der nach einem raketenbedingten Fehlstart am 29. Januar 1984 beim zweiten Versuch am 8. April 1984 erfolgreich ins All befördert wurde und am 16. April seine geostationäre Position bei 125° östlicher Länge eingenommen hatte. Am 17. April 1984 um 18:00 Peking-Zeit begann zu Testzwecken die Übertragung von Farbfernsehsendungen des staatlichen Senders CCTV, am 14. Mai 1984 wurde der Regelbetrieb inklusive Telefon- und Datenübertragung aufgenommen.
Im März 1986 genehmigte der Staatsrat die Entwicklung der nächsten Generation von Kommunikationssatelliten, später Dong Fang Hong 3 genannt. 1987 unterzeichnete das damalige Ministerium für Raumfahrtindustrie einen Vertrag mit Messerschmitt-Bölkow-Blohm (heute Airbus Defence and Space), das die Entwicklung beratend unterstützte.
Auch hier leitete Qi Faren zusätzlich zu seinen Pflichten als Direktor der Akademie die Entwicklung des Satelliten. Er führte dabei das Konzept eines mit Modulen bestückten Satellitenbusses ein.
Der DFH-3-Bus, der am 12. Mai 1997 erstmals erfolgreich in einer geostationären Umlaufbahn positioniert wurde, wird bis heute bei zahlreichen Satelliten verwendet (Stand 2020).

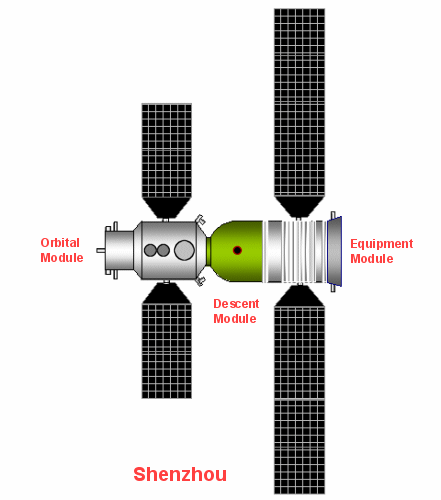
Shenzhou-Raumschiff

Nachdem der Ständige Ausschuss des Politbüros der Kommunistischen Partei Chinas am 21. September 1992 das bemannte Raumfahrtprogramm der Volksrepublik China gebilligt hatte, wurde die Chinesische Akademie für Weltraumtechnologie mit Entwicklung und Bau des Orbitalmoduls und der Rückkehrkapsel des Shenzhou-Raumschiffs beauftragt, das Servicemodul baute die Shanghaier Akademie für Raumfahrttechnologie, Projektleitung und Endmontage waren wieder in Peking bei der Akademie für Weltraumtechnologie angesiedelt. Qi Faren, der 1970 bei der Arbeit am Shuguang-Raumschiff zumindest theoretische Erfahrung mit derartigen Dingen gesammelt hatte – das damalige Projekt war nie über ein Modell aus Holz und Pappe hinausgekommen – wurde zum Chefkonstrukteur des Shenzhou-Raumschiffs ernannt. Die Arbeit an Dong Fang Hong 3 übergab er in andere Hände, er blieb jedoch noch bis Juni 1995, zwei Jahre nach dem Erreichen des gesetzlichen Rentenalters, Direktor der Chinesischen Akademie für Weltraumtechnologie.

## Aufsichtsrat, politisches Engagement und Ehrungen
Nach seinem Rückzug aus der Unternehmensführung der Chinesischen Akademie für Weltraumtechnologie wechselte Qi Faren Anfang Juli 1995 als stellvertretender Vorsitzender in die Kommission für Wissenschaft und Technik (科学技术委员会) bei der Dachgesellschaft für Raumfahrtindustrie (ab 1. Juli 1999 China Aerospace Science and Technology Corporation), dem Mutterkonzern der Akademie. Die Kommission für Wissenschaft und Technik entspricht bei den im Technologiebereich tätigen Staatsbetrieben Chinas dem Aufsichtsrat. In dieser Funktion hatte er über Machbarkeit, Finanzierbarkeit und Zukunftspotential von aus den Abteilungen vorgeschlagenen Projekten zu entscheiden.
Gleichzeitig blieb er aber zunächst noch Chefkonstrukteur der Shenzhou-Raumschiffe und im Apparat des Büros für bemannte Raumfahrt Technischer Direktor des Raumschiffsystems.
Erst nach dem erfolgreichen Raumflug Yang Liweis mit Shenzhou 5 am 15. Oktober 2003 gab er Mitte Januar 2004 diese beiden Ämter an seinen bisherigen Stellvertreter Zhang Bainan ab. Qi Faren ist bis heute (Stand 2020) für den Aufsichtsrat der CASC tätig,
allerdings seit 2007 nur noch als Berater.
Qi Faren war nie Mitglied einer politischen Partei. Am 28. Februar 2001 wurde er jedoch von der Politischen Konsultativkonferenz des chinesischen Volkes auf ihrer 12. Sitzung der 9. Legislaturperiode (1998–2003) als speziell geladene Persönlichkeit (特别邀请人士) in dieses Verfassungsorgan berufen.
In der 10. und 11. Legislaturperiode (2003–2013) saß er dann als Vertreter der Wissenschaftlich-technischen Kreise (科学技术界) in der Konsultativkonferenz.
2001 wurde Qi Faren in die Chinesische Akademie der Ingenieurwissenschaften berufen.
Im Oktober 2019 wurde er in die Ruhmeshalle der International Astronautical Federation aufgenommen.
Seit seinem Rückzug aus der aktiven Konstruktionstätigkeit 2004 ist Qi Faren als Doktorandenbetreuer an der Fakultät für Raumfahrt der Universität für Luft- und Raumfahrt Peking tätig, wo er auch Ehrendekan ist.
In den folgenden 16 Jahren brachte er mehr als 20 Studenten zur Promotion
und wurde im September 2020 zu einem der zehn besten Professoren Chinas gewählt.